# Barkingside (metrostation)
Barkingside is een station van de metro van Londen aan de Central Line. Het station is geopend in 1903 en is Grade II listed.

## Geschiedenis
Het station werd geopend op 1 mei 1903 als onderdeel van een zijlijn van de Great Eastern Railway (GER) van Woodford naar Ilford via Hainault. Deze Fairlop Loop werd aangelegd met het idee dat de bouw van stations de woningbouw rond de stations zou aanjagen en daardoor klanten voor de voorstadsdiensten zou genereren. Barkingside werd als onderdeel van bezuinigingen tijdens de Eerste Wereldoorlog van 21 mei 1916 en 30 juni 1919 gesloten voor reizigersvervoer. De gehoopte woningbouw kwam pas in het interbellum echt van de grond. In 1923 werden de Britse spoorwegmaatschappijen in vier nieuwe bedrijven ondergebracht, zodoende werd de GER onderdeel van de London & North Eastern Railway (LNER). In 1933 werd het openbaar vervoer in Londen genationaliseerd in de London Passenger Transport Board (LPTB), waardoor de verschillende metrobedrijven in één hand kwamen. LPTB kwam met het New Works Programme 1935-1940 om knelpunten in het metronet aan te pakken en nieuwe woonwijken op de metro aan te sluiten. Omdat LNER geen geld had om de voorstadslijn te elektrificeren voorzag het New Works Programme in de integratie van de lijn in de Central Line. Door de integratie in de metro werd forensen bovendien een overstap bij Liverpool Street bespaard. De ombouw tot metro begon in 1938 maar dat werd door het uitbreken van de Tweede  Wereldoorlog in 1939 opgeschort. Het werk werd in 1946 hervat en op 29 november 1947 werden de stoomdiensten gestaakt. Op 14 december 1947 was de elektrificatie langs Barkingside gereed en werd de lijn gebruikt voor de aan en afvoer van leeg materieel naar het nieuwe depot bij Hainault. De elektrische reizigersdiensten van de Central Line naar het centrum van Londen via Gants Hill begonnen uiteindelijk op 31 mei 1948.

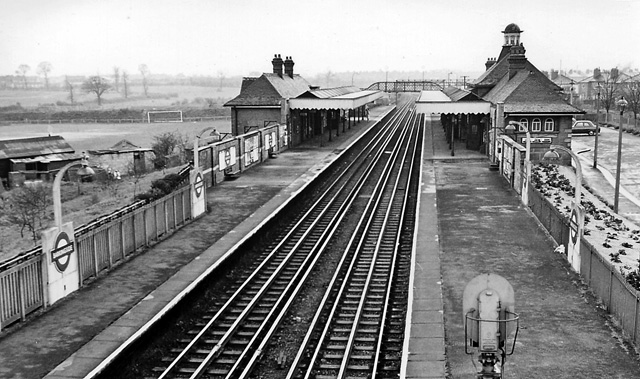
Het station in 1961 gezien uit het noorden.
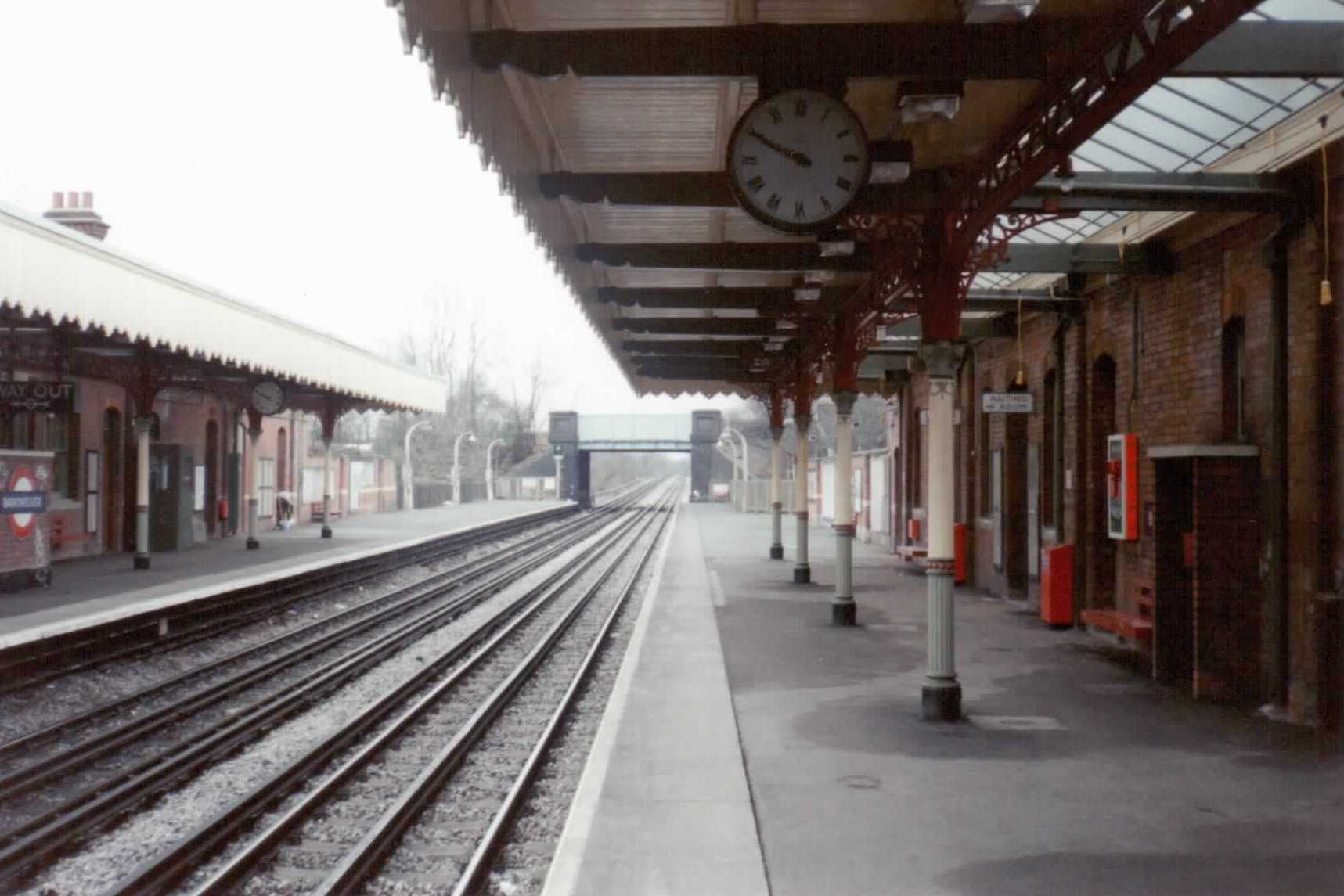
Een blik naar het noorden, met de oorspronkelijke perronkappen van de GER boven de perrons.
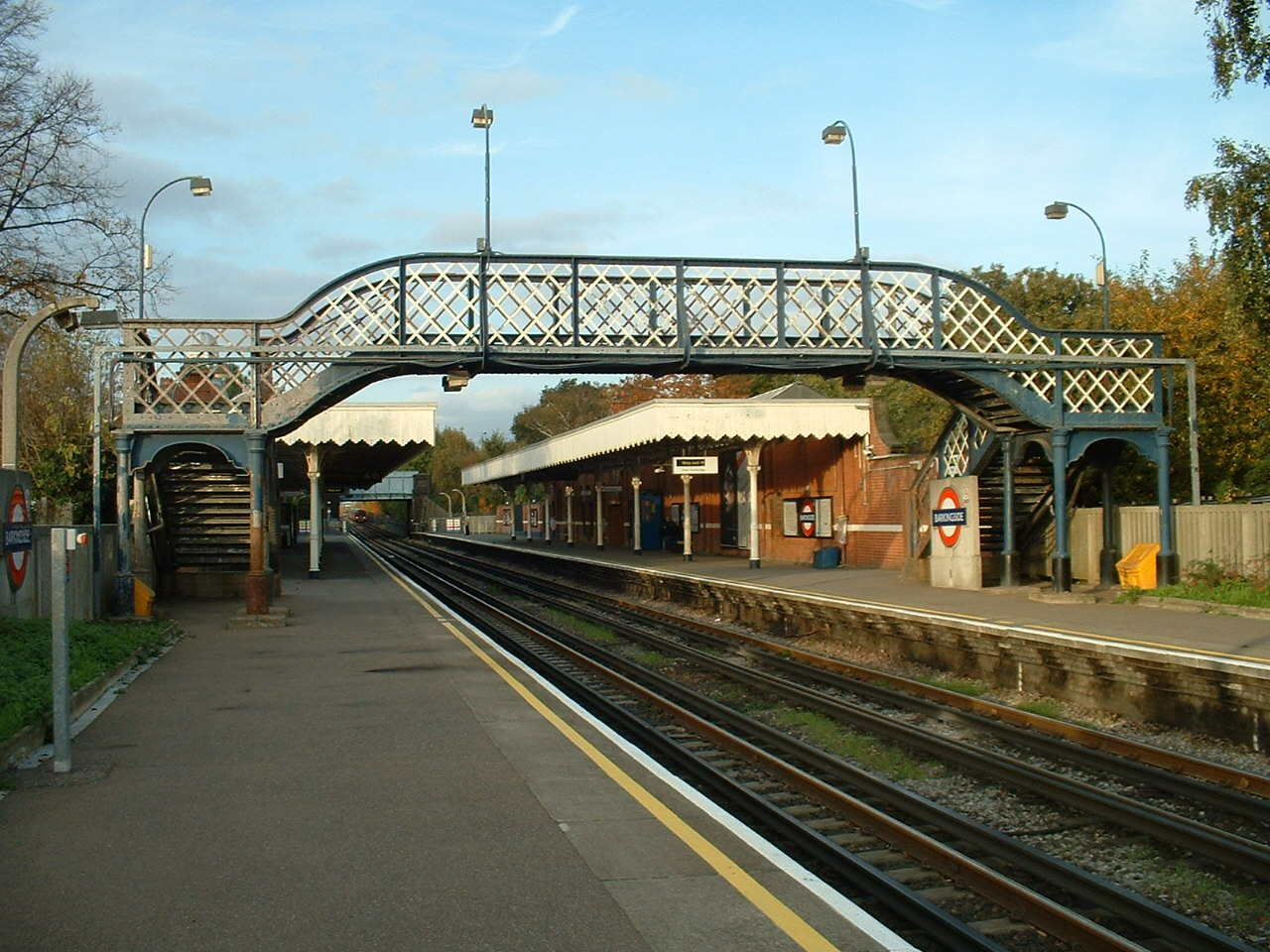
De loopbrug tussen de perrons.

## Ligging en inrichting
Het station ligt aan de oostrand van de wijk Barkingside in Ilford aan het einde van Station Road. Het stationsgebouw ligt langs het westelijke perron waar de metro's naar het noorden stoppen. Reizigers naar de stad moeten via een loopbrug het andere perron bereiken. Vlak ten oosten van het station liggen de velden van Redbridge FC. De plannen om het station om te bouwen in de stijl van het New Works Programme werden, wegens geldgebrek, na de Tweede Wereldoorlog, geschrapt zodat het een vrijwel ongeschonden voorbeeld is van de stations uit het begin van de twintigste eeuw. Barkingside is in 1979 op de monumentenlijst geplaatst vanwege de architectonische betekenis. Het is waarschijnlijk ontworpen onder leiding van W.N. Ashbee, de toenmalige huisarchitect van GER. Het stationsgebouw is een fors bakstenen pand met een koepel boven de ingang. Het interieur valt op door het fijne hamerbalk gewelf boven de stationshal. De houten perronkappen worden gedragen door een gietijzeren constructie met de monogrammen van de GER.Sinds 2 januari 2007 ligt het station in Travelcard Zone 4. Het station heeft toiletvoorzieningen en een wachtkamer op het perron voor de metro's richting de binnenstad.

## Reizigersdienst
Op een normale dag buiten het spitsuur rijden de metro's: 
- 6 ritten per uur naar Hainault.
- 3 ritten per uur naar Woodford via Hainault.
- 9 ritten per uur naar Ealing Broadway (via Newbury Park en het centrum van Londen).